# AirSculpture
AirSculpture of ook wel Air Sculpture is een Britse muziekgroep. De band ontstond midden jaren 90, toen het genre waar zij in spelen, elektronische muziek weg dreigde te kwijnen.  Van het gezelschap komen onregelmatig opnamen vrij, die meestal afkomstig zijn van optredens. Hun muziek komt grotendeels door improvisatie tot stand. Ze spelen een kruising tussen de Berlijnse School voor elektronische muziek en ambientachtige muziek. Ze spelen in de retro-stroming, hetgeen inhoudt dat ze (nog) veelvuldig gebruikmaken van analoge toetsinstrumenten zoals synthesizers. Vergelijkbare bands zijn Radio Massacre International en Tangerine Dream.

## Musici
- Adrian Beasly – toetsinstrumenten
- John Christian – toetsinstrumenten (heeft ook een aantal solo-albums uitgegeven)
- Peter Ruczynski – toetsinstrumenten

## Discografie
Naast onderstaande albums verscheen AirSculpture ook op een aantal verzamelalbums gewijd aan elektronische muziek, dat zijn meestal live-albums:
- 1995: Impossible geometries
- 1996: Attrition system
- 1997: Europa
- 1998: Thunderhead
- 1999: Fjord transit
- 2001: Quarksoup
- 2005: TransAtlantic
- 2008: Burn (cd-r)
- 2009: Doom Bar
- 2010: Before the moon
- 2014: Graveyard shift
- 2015: Vanishing point, volume 1
- 2016: Vanishing point, volume 2
- 2016: Vanishing point, volume 3
- 2018: Travelling light
- 2019: Metal adjacent
- 2022: Widely spaced

### Widely spaced
Widely spaced bevat maar één lang nummer van 60:04. AirSculpure zou in 2021 optreden tijdens The Gatherings in Philadelphia (Pennsylvania) georganiseerd door Chuck van Zyl. De coronapandemie gooide roet in het eten. De drie leden namen vervolgens de geplande muziek op door bestanden heen en weer te zenden (maar ook samen te spelen via internet) en te completeren voor uitzending via Van Zyls radioprogramma Star’s End. Het was de bedoeling het uit te zenden op Halloween, zodat het album onheilspellender klinkt dan een gangbaar Airsculpture album.